# 苏尔茨马特
苏尔茨马特（法語：Soultzmatt，法語發音：[sultsmat] ⓘ）是法国上莱茵省的一个市镇，属于坦恩-盖布维莱尔区。

## 地理
苏尔茨马特（47°57'42"N, 7°14'17"E）面积19.57 平方千米，位于法国大東部大區上莱茵省，该省份为法国东部内陆省份，是阿尔萨斯的一部分，今与下莱茵省组成了阿尔萨斯欧洲集体，其北临下莱茵省，西接孚日省，西南接贝尔福地区省，东侧沿莱茵河与德国相望，南与瑞士接壤。
与苏尔茨马特接壤的市镇（或旧市镇、城区）包括：奥尔什维尔、劳滕巴克、鲁法克、奥森巴克、韦斯塔尔滕、普法弗奈姆、盖伯什维尔、瓦瑟堡。

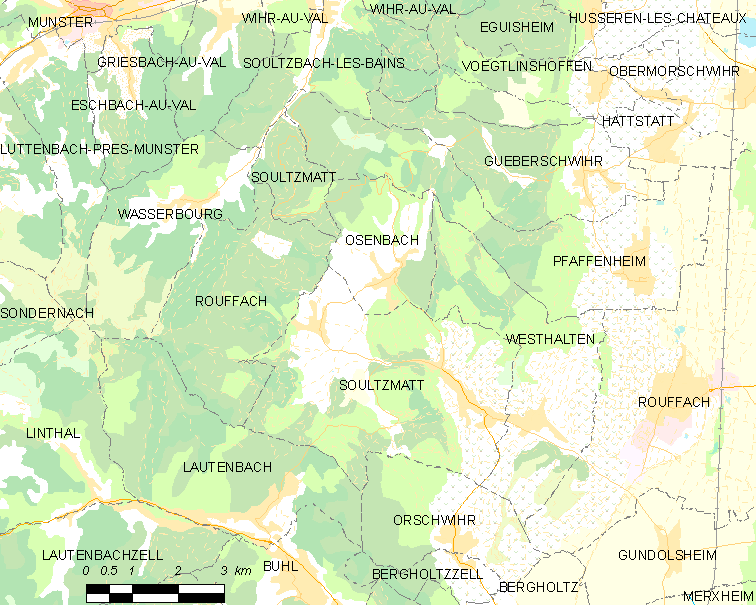
苏尔茨马特的OSM定位图

苏尔茨马特的时区为UTC+01:00、UTC+02:00（夏令时）。

## 行政
苏尔茨马特的邮政编码为68570，INSEE市镇编码为68318。

## 政治
苏尔茨马特所属的省级选区为温策奈姆县。

## 人口

1962-2008年间苏尔茨马特人口变化图示

苏尔茨马特于2022年1月1日时的人口数量为2466人。